# غبريل مارتينيز
غبريل مارتينيز (بالإنجليزية: Gabriel Martinez)‏ هو فنان أمريكي، ولد في 1967.